# Топонимия Словакии

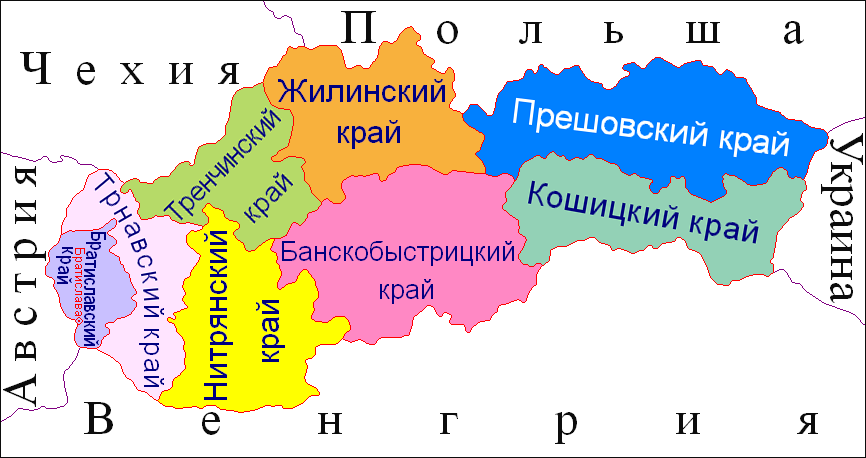
Административное деление Словакии

Топонимия Словакии — совокупность географических названий, включающая наименования природных и культурных объектов на территории Словакии. Структура и состав топонимии страны обусловлены её географическим положением, этническим составом населения и богатой историей.

## Название страны
Первое письменное упоминание о Словакии относится к 1586 году. Название происходит от чешского слова Slováky; предыдущими немецкими формами были Windischen landen и Windenland (XV век). Самоназвание Slovensko (1791) происходит от более старого этнохоронима словаков — Sloven, что может указывать на его происхождение до XV века. Первоначальное значение было географическим (а не политическим), поскольку Словакия была частью многонационального Королевства Венгрия и не создавала отдельной административной единицы в этот период.
На протяжении истории территория страны входила в состав многих держав и государственных образований. Словакия была частью центра державы Само в VII веке, позднее на её территории располагалось Нитранское княжество. Наивысшего развития славянское государство, известное как Великая Моравия, достигло в IX веке с приходом Кирилла и Мефодия и экспансией под предводительством князя Святополка I. В конечном итоге Словакия стала частью королевства Венгрия в XI—XIV веках, а затем позднее находилась в составе Австро-Венгрии вплоть до её распада в 1918 году. В этом же году Словакия объединилась с Чехией и Подкарпатской Русью и было образовано государство Чехословакия. В 1919 году в ходе похода на север Венгерской Красной Армии на некоторое время на части территории Словакии была образована Словацкая Советская Республика. Вследствие распада Чехословакии после Мюнхенского соглашения 1938 года Словакия стала отдельным государством — Первой Словацкой республикой, которое контролировалось нацистской Германией. После Второй мировой войны Чехословакия была восстановлена. В октябре 1968 года был принят, и с 1 января 1969 года вступил в силу Конституционный закон о чехословацкой федерации (№ 143/1968 Sb.), в соответствии с которым унитарное государство было преобразовано в федерацию двух равноправных республик — Чешской социалистической республики и Словацкой социалистической республики.
Конец социалистической Чехословакии в 1989 году во время мирной «Бархатной революции» означал также конец Чехословакии как целого государства и привёл к созданию в марте 1990 года Чешской и Словацкой Федеративной Республики, а затем, с 1 января 1993 года, двух отдельных государств — Чехии и Словакии («бархатный развод»).
Официальное название страны — Словацкая Республика (словац. Slovenská republika).

## Формирование и состав топонимии
По оценке В. Н. Басика, словацкая топонимическая система отличается господством славянских названий с незначительным венгерским и немецким элементом. Словацкий язык относится к западнославянской языковой группе, и топонимия Словакии довольно близка к топонимии приграничных областей Украины и Белоруссии.
Оронимия страны представлена расположенной на ёё территории частью Карпат (словац. Karpaty). Об этимологии оронима «Карпаты» существует большое количество гипотез. В. А. Никонов допускает фракийско-иллирийское происхождение: или из этнонима карпы, или из нарицательного «скала» (в этом значении сохранилось в албанском karpë — «скала, утес»), либо из доиндоевропейского каро — «камень»; по оценкам Е. М. Поспелова, есть сторонники славянского происхождения от chrb, chrbat, chrbet — «горная цепь». Все гипотезы нуждаются в дополнительных доказательствах. На территории Словакии находится наивысшая точка Карпат — Герлаховски-Штит (словац. Gerlachovský štít, в просторечье также Герлах или Герлаховка). Эта гора сменила множество названий в зависимости от политической ситуации. Самое раннее зарегистрированное название пика было словацко-немецкое Kösselberg («Гора Котёл») на карте 1762 года. Словацкое название горы впервые было записано как Kotol, что также означает «Котёл», в 1821 году. Оба названия относятся к характерному цирку пика, похожему на котёл. Во время венгерского господства над территорией современной Словакии гора называлась Герлахфалви чуч. С 1896 по 1919 годы называлась в честь императора Франца Иосифа (нем. Franz-Joseph-Spitze и венг. Ferenc József csúcs). С 1919 по 1949 годы гора с перерывами называлась Герлах(овка), успев побывать в промежутке и Штитом Легионеров и Словацким Штитом. Поляки называли её Szczyt Polski. С 1949 по 1959 годы именовалась Сталинским Штитом (Пик Сталина), «в благодарность за освобождение от гитлеровских войск». С 1959 года носит своё нынешнее название, которое происходит от деревни Герлахов у подножия горы.
Гидронимия Словакии представлена названиями ряда рек, самая длинная из которых — Ваг (словац. Váh). Название произошло от латинского слова vagus (странствующий, блуждающий, ср. Вагус), так как река часто меняла своё русло. Река Грон фигурирует под именем Gron в источниках с 1075 года, этимология неизвестна. Название реки Житава происходит от славянского «жито» и, по-видимому, означает «река, текущая через хлебные поля». Гидроним Миява, по-видимому, происходит от протославянского *myjǫ (словацкое Mytie, podmývanie) — «мыть, подрывать берега рек».
Ойконимы крупнейших городов:
- Братислава (словац. Bratislava) — на месте современного города ещё до нашей эры находился римский лагерь Посониум (лат. Posonium). Позже на его месте образовался словацкий город Преслав (название от личного имени). В средние века город находился в составе Австрии и его название превращается сначала в Бреславсбург, а затем в Пресбург (Pressburg). С образованием в 1867 году Австро-Венгрии город получил венгерское название Пожонь (Pozsony) — венгерское искажение латинского Посониум. После образования в 1918 году независимой Чехословакии городу было возвращено славянское название, которое за несколько веков превратилось в народном употреблении в Братислава (Bratislava)[16]. По оценке В. А. Никонова, можно считать установленным происхождение топонима из славянского имени «Братислав» (или Браслав, Преслав, Вратислав, по аналогии с Вроцлавом в Польше)[17];
- Кошице (словац. Košice) — название происходит от словац. Koša — личного имени Коша и суффикса — ice, буквальный перевод — селение Коша[18];
- Прешов (словац. Prešov) — первое письменное упоминание датируется 1247 годом (Theutonici de Epuryes). Некоторые гипотезы выводят название от венгерского венг. eper («клубника»). Более поздние работы словацких лингвистов предполагают происхождение от славянского личного имени Preš/Prešä и его последующую фонетическую адаптацию[19];
- Жилина (словац. Žilina) — название происходит от словацкого словац. žila — «(речная) жила»[19][20].Жилина означает «место с множеством водотоков». С другой стороны, это может быть и вторичным названием, полученным от реки Жилинка или от названия местного населения, Žilín /Žiliňane[19];
- Банска-Бистрица (словац. Banská Bystrica) — название включает два корня: прилагательное «Банска» от словацкого baňa — «шахта»[21], и название местной реки «Быстрица» (от славянского bystrica — быстрый поток)[22]. Название города на венгерском языке венг. Besztercebanya также происходит от реки Beszterce (от славянского названия реки Bystrica), а суффикс bánya связан с шахтами города[23]. Река дала название городу ещё в 1255 году, когда латинское название Villa Nova Bystrice (что означает «Новый город Быстрицы») было записано[24] в документе, в котором король Венгрии Бела IV предоставил городу королевские привилегии[25][26];
- Нитра (словац. Nitra) — первые упоминания о городе относятся к IX веку. Название города происходит от гидронима Нитра, который является индоевропейским, но на вопрос о его праславянском или славянском происхождении пока нет удовлетворительного ответа. Топоним может происходить от индоевропейского корня neit-, nit-, означающего «резать» или «сжигать», с использованием производного элемента -r [27]. Тот же корень присутствует в словацком глаголе nietiť (разжигать огонь), а также и в других индоевропейских языках, таких как латинский nitere («сжигать») или в немецком schneiden(«резать»)[28]. Другая точка зрения на происхождение названия связана с латинским Novi-iter или Neui-iter, что означает «новая территория за липами»[29]. Гипотетическое латинское название могло быть принято квадами, а затем и славянами.
- Трнава (словац. Trnava) — название города происходит от гидронима Трнава, который, в свою очередь, происходит от старославянского/ словацкого слова tŕň («терновник»)[30]. Многие города в Центральной Европе имеют аналогичную этимологию, включая город в Боснии и Герцеговине, Тарнув (Польша), Тарнов (Германия), Велико-Тырново (Болгария), Трнавац[серб.] (Сербия) и Тирнавос (Греция). В венгерском языке первоначальное название постепенно превратилось в Tyrna, что повлияло также на более поздние немецкие и латинские формы[31]. Когда Трнава превратился в важный рыночный город, он получил венгерское название «Сомбатхей» (венг. Szombathely, 1211)[30] в связи с еженедельными ярмарками, проходившими по субботам (венг. szombat), но это название использовалось только королевской палатой, о чём свидетельствует принятие словацкого названия, а не венгерского, немецкими пришельцами после монгольского вторжения[30];
- Мартин (словац. Martin) — первое упоминание о селении в письменных источниках датируется 1284 годом под названием Vila Sancti Martini. По-видимому, город получил название в честь святого Мартина;
- Тренчин (словац. Trenčín) — первые письменные упоминания относятся к 1111 году (как Treinchen) и 1113 году (прилагательное Trenciniensis). Название, вероятно, произошло от личного имени Trnka/Trenka (словацкий — Тёрн) с притяжательным суффиксом -in[30];
- Попрад (словац. Poprad) — название от гидронима Попрад, который, в свою очередь, происходит от протославянского глагола pred- («быстро течь, прыгать»), сохранившегося в словацких словах priasť, pradenie (вращать, вращение)[32].

## Топонимическая политика
Топонимической политикой в стране занимается Управление геодезии, картографии и земельного кадастра.